# Download.com
Download.com是全球最大的下載目錄網站，於1996年作為CNET的一部份開辦。而Download.com上的軟體可能已不再更新。

## 主要內容
Download.com提供的內容分為四大類：軟體（包括個人電腦、麥金塔與手持式裝置）、音樂、遊戲與影像，由Download.com或第三方的FTP伺服器提供下載。音樂為完全免費下載的MP3、WMA或串流媒體。

## 評價共享
軟體部分包含超過100,000款免費軟體、共享軟體與先試用軟體可供下載。可供下載檔案通常會有編輯的評分及評語，並會包含軟體發行人摘要以及一到多張截圖，用戶亦可寫下評語以及以一到五顆星來評分。

## 免費下載
所有軟體下載均為免費，其中一些為試用版，大部份是免費或共享軟體；所有音樂下載與串流媒體均為免費。存取該網站任何內容Download.com均不會收費。
軟體發行人可以通過CNET的Upload.com（页面存档备份，存于）網站免費發布他們的作品，亦可選擇不同費率的增強功能。
2004年Download.com Music取代MP3.com，可免費下載不同類型及藝人免費上傳的音樂。
2005年7月Download.com Video開辦並提供不同類型的電影及電視、體育、動畫與音樂錄影帶等。

## 安全、廣告軟體與間諜軟體
CNET Download.com資深副總裁Scott Arpajian在2005年4月宣佈開始對所有梱綁廣告軟體的軟體推行"零容忍"政策；Download.com過去曾取締間諜軟體產品，並透過審核所有上傳的檔案以及利用其經常更新的間諜軟體中心（页面存档备份，存于）教育使用者來打擊間諜軟體。

## 外部連結
- Download.com（页面存档备份，存于）
- Upload.com（页面存档备份，存于）
- CNET.com（页面存档备份，存于）